# Louis de Beaufront
Louis de Beaufront (3. října 1855, Paříž – 8. ledna 1932, Thézy-Glimont u Amiensu), vlastním jménem Louis Eugène Albert Chevreux, byl francouzský učitel a velký šiřitel esperanta v západní Evropě, který později sehrál významnou roli ve vzniku reformovaného umělého jazyka ido, k němuž se od roku 1908 přiklonil.
Louis de Beaufront se stal esperantistou už na jaře roku 1888, tedy ani ne rok po zveřejnění jazyka. V roce 1892 vydal první učebnici esperanta pro mluvčí francouzštiny. Jako první rozpracoval popis gramatiky esperanta tak, aby učil uživatele správnému vyjadřovacímu stylu a zabránil pronikání prvků národních jazyků a vzniku dialektů v esperantu. Od roku 1898 také vydával časopis L'Espérantiste, tehdejší nejlepší, nejzajímavější a nejúčinnější orgán esperantského hnutí. Beaufront založil Společnost pro propagaci esperanta, z níž se později vyvinula francouzská národní organizace esperantistů, a dovedl též přinést do esperantského hnutí vlivné osobnosti, autority, podporovatele i celé svazy. Pro své zásluhy bývá nazýván druhý otec esperanta (po L. L Zamenhofovi).
Při propagaci Beaufront důsledně užíval moderních reklamních metod, velmi autoritativně i diktátorsky projednával otázky jazykové a organizační, velmi důrazně bojoval proti jakýmkoliv reformám. Přesto když byl v Delegaci pro přijetí mezinárodního jazyka mezi jinými anonymně předložen projekt reforem v esperantu pod pseudonymem Ido (jehož autorem byl Louis Couturat, jeden ze členů delegace), prohlásil se Beaufront v roce 1908 za jeho autora a stal se tak hlavní postavou nového rozkolnického hnutí, které brzy následovaly další reformy esperanta i nezávislé jazykové projekty (novial, occidental, interlingua apod.). Zemřel v zapomnění v roce 1935.